# 綠玉冠探案
《綠玉冠探案》是柯南·道爾所著的福爾摩斯探案的56個短篇故事之一，收錄於《福爾摩斯辦案記》。

## 故事簡介
銀行家亞歷山大·霍爾德先生接受了某王室实物的借貸，抵押品是貴重的綠玉冠。霍爾德擔心遺失綠玉冠，決定將綠玉冠鎖在家中的保險箱裡。晚上，霍爾德聽到奇怪的聲音，並見到兒子亞瑟站在保險箱前手拿著綠玉冠，霍爾德只好報警處理，同時找福爾摩斯協助。亞瑟對事件一直三緘其口，福爾摩斯則認為亞瑟無可能犯案，於是在霍爾德家中四周調查，發現不遠處有人打鬥的痕跡。福爾摩斯又易容化妝，到黑市尋找失物。最後發現霍爾德的侄女瑪麗才是偷寶物的真兇。